# دهرية
الدهريّة هو اعتقاد فكري ظهر في فترة ما قبل الإسلام، ويشتقّ المصطلح من الدهر لاعتبارها الزمان أو الدهر السبب الأول للوجود وأنّه غير مخلوق ولا نهائي، وتعتبر الدهريّة أن المادّة لا فناء لها.، ويعدّ هذا الاعتقاد قريبًا من اعتقاد اللادينيّة والإلحاد والمادّيّة.
وذكر في القرآن عنهم: ﴿وَقَالُوا مَا هِيَ إِلَّا حَيَاتُنَا الدُّنْيَا نَمُوتُ وَنَحْيَا وَمَا يُهْلِكُنَا إِلَّا الدَّهْرُ﴾، وذكرهم أيضًا أبو الفتح محمد بن عبد الكريم الشهرستاني في كتابه الملل والنحل بـ«معطلة العرب» وقال أن بينهم ثلاث مجموعات:
1. مجموعة تنكر الخالق، والبعث.
2. مجموعة تقرّ بالخالق، وتنكر البعث.
3. مجموعة تقرّ بالخالق والخلق الأول، وتنكر الرسل.

وذكرهم أيضًا ابن أبي الحديد في كتاب شرح نهج البلاغة [3 : 240 ]
والدهرية على مذاهب
القائلون بأن أصل العالم و أساس بنيته هو النور و الظلمة
و القائلون بأن مبادئ العالم هي الأعداد المجردة
و القائلون بالهيولى القديمة التي منها حدث العالم و القائلون بعشق النفس للهيولى حتى تكونت منها هذه الأجسام
فكل هؤلاء أثبتوا الصانع
و إنما اختلفوا في ماهيته و كيفية فعله. و قال إن أحدا من العقلاء لم يذهب إلى نفي الصانع للعالم بالكلية و لكن قوما من الوراقين اجتمعوا و وضعوا بينهم مقالة لم يذهب أحد إليها و هي أن العالم قديم لم يزل على هيئته هذه و لا إله للعالم و لا صانع أصلاً
و إنما هو هكذا ما زال و لا يزال من غير صانع و لا مؤثر. قال و أخذ ابن الراوندي هذه المقالة فنصرها في كتابه المعروف بكتاب التاج
قال فأما الفلاسفة القدماء و المتأخرون فلم ينفوا الصانع و إنما نفوا كونه فاعلا بالاختيار ومسائل أخرى.
فيذكر المذهب الدهري الذري الديموقريطي والاسطراطوني القائل بالجواهر الفردة القديمة وانها صانعة الحوادث التي نراها
ثم الدهرية الضدية القائلة بأن الظلمة امر ضدي للنور وان النور والظلمة واجبين بذاتهما بسيطان مختلفان الماهية وهما صانعي الحوادث التي نراها
والدهرية التي تعرف اليوم بالسبنوزية التي تقول ان جوهر العالم الواجب هو الرياضيات او قوانين الطبيعة والذي يصنع الحوادث التي نراها
والدهرية الدورية التي تقول بقدم الهيولى بذاتها وحدوث الصور فتكون الهيولى صانعة للصور الحادثة.
ثم يقول في حقيقة الأمر ان كل هذه الفرق تتفق معهم في وجود صانع او علة للحوادث، ولكن الخلاف معهم في صفاتها انها ليست مفارقة وليس لها ارادة او علم.
لكن هنا يذكر طائفة من الدهرية ينكرون اصلاً علاقة الصنع هذه لأنهم ينكرون اصلاً وجود حوادث على نظرية ب للزمن (B-theory)، وهم الدهرية الوراقية أتباع أبو عيسى الوراق، ومنهم ايضاً ابو الحسن احمد ابن اسحاق ابن الراوندي الذي ذهب لقول معلمه ابو عيسى.
وقد استدل ابن الراوندي على المسلمين باستحالة التراخي والحادث الاول، واستدل ابو عيسى الوراق باستحالة السببية.